# Ахметович, Лутво
Лутво Ахметович (сербохорв. Лутво Ахметовић / Lutvo Ahmetović; 28 июля 1914, Мостачи — 3 декабря 2007, Загреб) — югославский хорватский военный и общественно-политический деятель, член Совета Федерации СФРЮ.

## Биография
Родился 28 июля 1914 года в местечке Мостачи около Требине в крестьянской семье. Окончил начальную школу и низшую гимназию в Требине, в 1932—1935 годах учился в академии торговли. С 1935 года член Союза коммунистов Югославии. Позднее учился в высшей школы экономики в Загребе, с 1937 года работал на фабрике «Арко». В то же время начинает участвовать в рабочем и студенческом революционных движениях, в 1936 году был арестован на полгода по распоряжению Суда по защите государства. С 1937 года — деятель Союза банковских, охранных, торговых и промышленных служащих, с 1938 года — представитель рабочих. Участвовал в организации стачки в декабре 1938 года, позднее работал в Союзе работников кирпичных заводов Хорватии на заводе «Миллер», с 1940 года — член 1-го Центрального райкома Коммунистической партии Хорватии и его секретарь.
В годы войны Ахметович продолжил партийную деятельность: в 1941—1942 годах работал секретарём Загребского местного комитета КПХ, с конца 1942 по 1944 годы — секретарём Покупле-Жумберацкого окружного комитета КПХ. Полковник запаса. После войны занимал следующие должности:
- Помощник министра внутренних дел СР Хорватии
- Депутат Сабора СР Хорватии
- Директор завода по экономическому планированию СР Хорватии
- Секретарь по делам промышленности СР Хорватии
- Член Исполнительного вече и председатель комитета по планированию Сабора СР Хорватии
- Представитель комитета по делам торговли в Союзном исполнительном вече Союзной скущины
- Председатель комитета по внешней политике Сабора СР Хорватии
- Член Совета по внешней политике Правительства СФРЮ
- Член Совета Федерации
- Трижды член ЦК КПХ

Награждён рядом орденов и медалей, в том числе следующими:
- Медаль Партизанской памяти 1941 года
- Орден братства и единства (с золотым и серебряным венками)
- Орден Партизанской Звезды с серебряным венком

Скончался 3 декабря 2007 в Загребе, похоронен на кладбище Мирогой.

## Литературная деятельность
Ахметович является автором ряда книг: одним были посвящены современным проблемам экономики, другие освещали революционную деятельность Ахметовича во время диктатуры 6 января и Народно-освободительной войны Югославии. В сентябре 1979 года в Болонье Ахметович выступил с докладом, в котором рассказывал о своей антифашистской подпольной деятельности.
В 1966 году в Загребе была опубликована книга «Загреб в восстании и революции» (сербохорв. Загреб у устанку и револуцији / Zagreb u ustanku i revolucijj). В 1972 году в журнале «Загреб 1941—1945» было опубликовано сочинение «Некоторые воспоминания о деятельности в рабочем движении в предвоенные и первые военные годы» (сербохорв. Нека сјећања из рада у радничком покрету пред рат и у првим годинама рата / Neka sjećanja iz rada u radničkom pokretu pred rat i u prvim godinama rata), а в 1977 году вышло ещё одно сочинение «Героический Загреб 1941» (сербохорв. Херојски Загреб 1941. / Herojski Zagreb 1941.) в журнале «Устаничке искре у Хрватскоj». С 1982 по 1984 годы вышли четыре тома «Сборника воспоминаний: Загреб 1941—1945» (сербохорв. Зборник сјећања: Загреб 1941–1945 / Zbornik sjećanja: Zagreb 1941–1945).